# Edoardo live (video)
Edoardo live è il secondo video del cantautore italiano Edoardo Bennato, pubblicato nel 1987 in VHS dall'etichetta Virgin Music.

La videocassetta, ha la copertina identica a quella del doppio long playing Edoardo live distribuito nello stesso anno. Nel 1990 sono state edite due ristampe, una con il titolo Edoardo Bennato in concerto, l'altra con il titolo Edoardo Bennato live. Nel 2013 il VHS è stato rimasterizzato su DVD dalla Cheyenne Records.

## Tracce
Testi e musica sono di Edoardo Bennato tranne dove diversamente indicato.
1. Allora chi
2. Meno male che adesso non c'è Nerone
3. Mestieri che si inventano
4. Ok Italia
5. Sono solo canzonette / Il gatto e la volpe
6. La città obliqua
7. Era una festa
8. L'isola che non c'è
9. Una settimana un giorno
10. Tu vuoi l'America
11. Chi beve, chi beve
12. Vai Milano vai Milano
13. Il rock di capitan Uncino

## Produzione
- Regia: Piccio Raffanini, Emilio Uberti
- Riprese: Fulvio Chiaradia
- Montaggio: Lucia Cerioni
- Presentazione: Carlo Massarini
- Organizzatore: Vittorio Petris
- Riprese audio: Lino Bernardelli
- Aiuto operatore: Antonio Maltoni
- Macchinista: Giuseppe Cuttone
- Specializzato di ripresa: Giuseppe Albi
- Tecnico prod. telecinema: Fernando Quatela
- Montaggio rvm: Giorgio Calabria
- Titoli elettronici: Graziella Vaudo
- Assistente al montaggio: Rosa Maruffi
- Taglio negativo: Pinuccia Borsari, Dina Gorghini
- Luci stampa: Franco Troglio, Franco Pagani
- Missaggio: Antonio Montanarini
- Collaborazione per i costumi: Alberica Archinto
- Collaborazione per l'organizzazione: Cristina Crocetti, Giselda Gagliardi, Luciana Scaglioni
- Coordinamento per la produzione: Sergio Bertoia